# Rozz
Rozz est un groupe de heavy metal traditionnel français, originaire de Valenciennes, dans le Nord-Pas-de-Calais. Le groupe se forme en 1984, se sépare en 1988 après deux démos et un EP et se reforme en 2007, sortant deux ans plus tard un album intitulé 2009.

## Biographie

### Première période (1984-1987)
Rozz est formé au début de l’année 1984 à Valenciennes, dans le Nord-Pas-de-Calais. Il comprend initialement Jean-Pierre Mauro (chanteur) et Marcel Ximenes (guitariste), qui quittent leur précédent groupe pour créer une formation correspondant mieux à leurs ambitions et goûts musicaux, et sont rejoints par trois musiciens, à la guitare, à la basse et la batterie. 
Ils créent en trois semaines un premier répertoire d’une douzaine de titres et font leurs premières scènes, dont le succès leur ouvre rapidement les portes des premières parties de formations de renom national et international : Vulcain, Blue Öyster Cult, Tokyo Blade, Acid, etc. Ils croisent sur la scène plusieurs groupes majeurs de cette époque prolifique du hard rock français, et sortent l’album Une Autre Vie, suivi d'une tournée nationale. Alors qu'un second album est sur le point d’être bouclé, et tandis que plusieurs magazines de presse musicale spécialisée se font élogieux vis-à-vis de Rozz, le groupe se sépare en octobre 1987.

### Deuxième période (depuis 2008)
Après 21 ans d'arrêt, le groupe se reforme en 2007. J.-P. Mauro et Marcel Ximenes se retrouvent et reforment Rozz, qui termine l'année sur scène à Lille et Hénin-Beaumont. L'année 2009 débute avec la sortie d'un nouvel EP de cinq titres, intitulé 2009, avec Jean-Pierre Mauro (chant), Marcel Ximenes (guitare), Phillipe Lagneaux (guitare), Benoit Lagneaux (batterie) et Jérôme Morelle (basse),, l'EP permet à Rozz de retrouver la scène metal française, enchaînant les dates sur scène avec d'autres formations ; notamment Mr. Jack (ex-Vulcain et H Bomb) le 3 avril et le 20 juin 2009, Evil One le 16 mai et le 5 décembre 2009, puis le 10 janvier 2010, au Raismes Fest le 12 septembre 2009 avec Blasphème le 10 octobre 2009, au festival Paris Metal France avec Shakin Street le 21 novembre, avec Ares, Evil One, Mystery Blue, Stocks, Dum Dum Bullet, Deborah Lee le 10 janvier 2010. Un titre de cet EP, Les Légions du démon, est présenté sur la compilation internationale Imperative Music Volume One distribuée aux États-Unis.
En été 2009, Rozz entre en studio pour l'enregistrement d'un nouvel album, dont la sortie d'abord annoncée pour mi-novembre 2009 n'aura finalement lieu que fin mars 2010. Cet album, D'un siècle à l'autre, produit par Promorock Music et distribué physiquement par Brennus Music, comporte 16 nouveaux titres et un livret de 16 pages. Un DVD, Rozz Live 2010, tourné sur scène lors du concert de Rozz au Festival Nord Metal, sort en décembre 2010 (Promorock). Après le départ de J.-P. Mauro qui cesse son activité musicale, une nouvelle équipe se constitue autour du dernier membre fondateur et compositeur du groupe, Marcel Ximenes qui ajoute le chant à la guitare, Axel Dordain à la guitare, Stef Moulin à la batterie et Herr Day à la basse. Une réédition en digipack du premier album de Rozz, Une autre vie, sort mi-décembre 2011 ainsi qu'un EP spécial en janvier 2012, consacré à la chanson Another Life, la ballade la plus connue du groupe.
Un nouvel album 16 titres, Tranches de vie,, est enregistré de novembre 2012 à mai 2013. sa sortie officielle est programmée au 25 octobre 2013 en CD digipack et vinyle 33 tours sous le label Promorock Music. après une année de concerts avec notamment une première tournée chinoise en juin, le groupe voit le retour de Greg Damperont à la guitare. Rozz est notamment en tournée en Espagne en janvier 2015 et mai 2016 aux côtés de Bonfire après avoir ouvert pour Girlschool, Pretty Maids et Praying Mantis. 
Le groupe, composé de Marcel Ximenes, Lita, Stef Moulin, Olive Bourgois et Damien Van Acker, se produit au Hard Rock Luna Fest, notamment avec Bonfire, Océan et Cage le 22 avril 2017.

## Membres

### Membres actuels
- Marcel Ximenes - guitare (1984-1988, depuis 2007)[1]
- Stef Moulin - batterie (2010-2011, 2013-2014, 2014-2015, depuis 2016)[1]
- Olivier Bourgeois - chant (2011-2013, depuis 2015)[1]
- Lita - basse (depuis 2016)[1]
- Damien Van Acker - guitare (depuis 2016)[1]

### Anciens membres
- Philippe Lagneaux - guitare (1984-1987, 2007-2009)
- Jean-Pierre Mauro - chant (1984-1988, 2007-2011)
- Jacky Vella - batterie (1985-1988)
- Yvon Le Querrec - basse (1986-1987, 2009)
- Benoît Lagneaux - batterie (2007-2009)
- Jérôme Morelle - basse (2008-2009)
- Nicolas Delehaye - basse (2009-2011)
- Bruno Objoie - basse (2009)
- Olivier Obled - batterie (2009-2010)
- Philo Mathieu - batterie (2009)
- Grégoire Damperont - guitare (2009-2011, 2014-2015)
- Loic Vandeputte - guitare (2009)
- Jérémy Jacquart- batterie  batterie (2011-2013,  2015-2016)
- Alex Lacassagne - basse (2011-2012)
- Fred Chojnacki - basse (2011)
- Pierre Bisiaux - guitare (2011)
- Christophe Sprimont - guitare (2011-2012)
- Yann - basse (2012-2013)
- Herr Day - basse (2013-2014)
- Julien Nicolas - batterie (2013-2014)
- Guillaume Weslinck - basse (2014-2015)
- Jerôme Mateos - basse (2014)
- Romaric Gasne - batterie (2014)
- Roch Deroubaix - batterie (2015)
- Pierre Burette - basse (2015-2016)
- Lucas Sohier - guitare, clavier (2015-2016)

## Discographie
- 1984 : Rozz I (démo)
- 1985 : Rozz II (démo)
- 1986 : Une autre vie (EP, 33 tours)
- 2009 : 2009 (EP, CD)
- 2009 : Imperative music (compilation distribuée aux États-Unis, reprend le titre Les Légions du démon)
- 2010 : D'un siècle à l'autre (LP, CD)
- 2010 : ROZZ Live 2010 (DVD video)
- 2011 : Une autre vie - La réédition (digipack CD + DVD)
- 2012 : Another Life (EP, CD)
- 2013 : Tranches de vie (LP digipack CD et vinyl 30 cm)